# Michael O'Keefe
Michael Raymond O'Keefe, geboren als Raymond Peter O'Keefe Jr. (Mount Vernon, 24 april 1955), is een Amerikaans acteur. Hij werd in 1981 genomineerd voor zowel een Academy Award als een Golden Globe voor zijn bijrol als Ben Meechum in de dramafilm The Great Santini.
O'Keefe speelde in verschillende televisiefilms en -series, voordat hij in 1978 debuteerde op het witte doek als Harris in Gray Lady Down. Inmiddels speelde hij meer dan dertig filmrollen, meer dan 45 inclusief die in televisiefilms. Daarnaast verscheen O'Keefe als wederkerend personage in verscheidene televisieseries. Zijn meest omvangrijke rollen hierin waren die als Fred in Roseanne, die als Kevin Hunter in Life's Work en die als Simon MacHeath in Against the Law.
O'Keefe scheidde in 2000 na negen jaar huwelijk van singer-songwriter Bonnie Raitt, zijn tweede echtgenote. Eerder was hij getrouwd met Alma O'Keefe. Met haar kreeg hij twee kinderen.

## Filmografie
Exclusief 10+ televisiefilms
| - American Violet (2008) - Chasing 3000 (2008) - Frozen River (2008) - Michael Clayton (2007) - Cherry Crush (2007) - An American Crime (2007) - Delusion (2003) - The Inner Circle (2003) - The Hot Chick (2002) - Prancer Returns (2001) - The Glass House (2001) - Herman U.S.A. (2001) - The Pledge (2001) - Just One Night (2000) - Ghosts of Mississippi (1996) - Edie & Pen (1996) | - Three Wishes (1995) - Nina Takes a Lover (1994) - Kangaroo Court (1994) - Me and Veronica (1993) - Out of the Rain (1991) - Fear (1990) - The First Year (1989) - Ironweed (1987) - The Whoopee Boys (1986) - The Slugger's Wife (1985) - Finders Keepers (1984) - Nate and Hayes (1983) - Split Image (1982) - Caddyshack (1980) - The Great Santini (1979) - Gray Lady Down (1978) |

## Televisieseries
*Exclusief eenmalige gastrollen
- Brothers & Sisters - Wally Wandell (2008-2009, drie afleveringen)
- Ghost Whisperer - Dr. Byrd (2009, twee afleveringen)
- Vanished - Bob (2006, drie afleveringen)
- Life's Work - Kevin Hunter (1996-1997, achttien afleveringen)
- Roseanne - Fred (1993-1995, 35 afleveringen)
- Against the Law - Simon MacHeath (1990-1991, zeventien afleveringen)
- The Waltons - Chad Marshall (1975-1977, twee afleveringen)

- Biblioteca Nacional de España: XX1112614
- Bibliothèque nationale de France: cb13898084m (data)
- Gemeinsame Normdatei: 14297238X
- International Standard Name Identifier: 0000 0001 1473 4687
- Library of Congress Control Number: n91087883
- MusicBrainz: 9d6a48ab-968b-4b38-8d00-b17416170c90
- Nationale Bibliotheek van Israël: 987007325411505171
- SNAC: w6bq31hf
- Système universitaire de documentation: 174470983
- Virtual International Authority File: 61163253
- WorldCat: E39PBJtH6RPhCX7cg63DgbvPwC